# Spitzschwanzstrandläufer

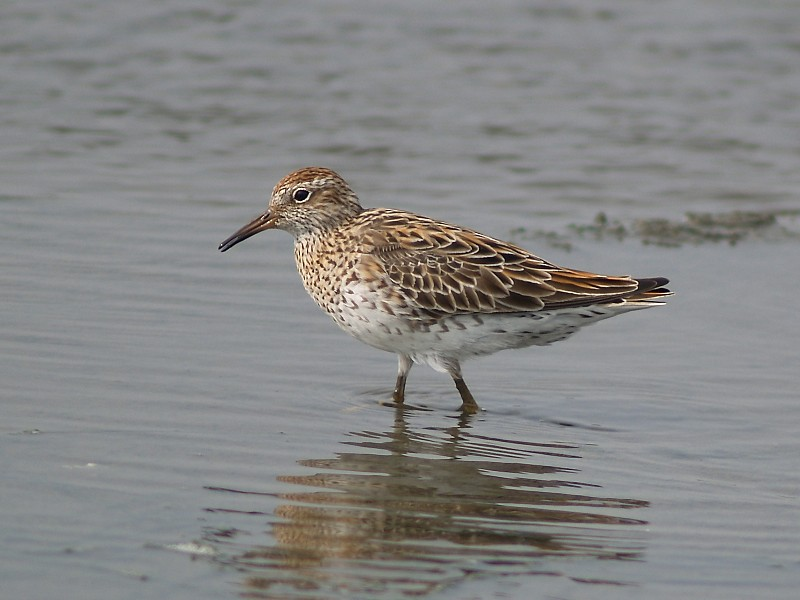
Spitzschwanzstrandläufer

Der Spitzschwanzstrandläufer (Calidris acuminata, Syn.: Limicola acuminata) ist eine Art aus der Familie der Schnepfenvögel. Die IUCN stuft den Spitzschwanzstrandläufer als ungefährdet (least concern) ein und schätzt den Bestand auf 160.000 geschlechtsreife Individuen.

## Erscheinungsbild
Der Spitzschwanzstrandläufer erreicht eine Größe von 17 bis 21 Zentimeter. Der Flügelspannweite beträgt 42 bis 48 Zentimeter. Das Gewicht variiert zwischen 55 und 85 Gramm.
Im Prachtkleid haben Spitzschwanzstrandläufer einen kastanienfarbenen Oberkopf, der schwarz gestrichelt ist. Vom Auge bis zum Schnabel verläuft ein dunkler Strich, die Ohrdecken sind bräunlich. Der übrige Kopf sowie der Nacken sind cremefarben bis blass bräunlich mit einer feinen braunen Strichelung. Die Vorderbrust ist blass rötlichbraun mit dunkelbraunen Flecken. Auf der Unterbrust, dem Bauch und den Flanken sind die Flecken pfeilspitzenartig geformt. Die übrige Körperunterseite ist weiß. Der Rumpf und die Oberschwanzdecken sind wie die mittleren Schwanzfedern dunkelbraun. Die Rumpfseiten sind auf weißen Grund dunkelbraun gefleckt. Der Mantel ist dunkelbraun, wobei die einzelnen Federn breit kastanienbraun und blass rötlichbraun gesäumt sind.
Der Schnabel ist leicht nach unten gebogen, er ist an der Spitze dunkelbraun und hellt zur Basis zu einem Gelbbraun auf. Die Iris ist dunkelbraun, der Augenring ist weißlich.
Im Schlichtkleid sind die Spitzschwanzstrandläufer insgesamt etwas blasser gefärbt als im Prachtkleid. Insbesondere fehlen die pfeilförmigen Flecken auf der Körperoberseite und die kastanienfarbenen Federsäume auf der Körperunterseite. Die Jungvögel haben einen rötlich-kastanienbraunen Oberkopf, die Strichelung auf dem Kopf und dem Nacken ist weniger ausgeprägt. Die Vorderbrust ist blass kastanienfarben, es fehlen weitgehend die dunklen Flecken. Die Federn der Körperoberseite weisen breite kastanienbraune Säume auf. Das Dunenkleid der Küken ist rötlich-braun und weist schwarze Flecken auf.
Das Verbreitungsgebiet des Spitzschwanzstrandläufer überlappt sich mit dem des Graubrust-Strandläufers. Insbesondere im Schlichtkleid können diese beiden Arten miteinander verwechselt werden.

## Verbreitungsgebiet
Das Verbreitungsgebiet des Spitzschwanzstrandläufers beschränkt sich auf den Osten Russlands. Spitzschwanzstrandläufer brüten nur im Norden von Sacha zwischen den Flüssen Lena und Kolyma. Der Spitzschwanzstrandläufer ist ein Zugvogel, der im Winterhalbjahr nach Neuguinea, Australien und Neuseeland zieht. Er hält sich dort überwiegend in Sumpfgebieten, Flussmündungen und Buchten der Küste auf.

## Lebensweise
Der Spitzschwanzstrandläufer frisst im Frühjahr überwiegend die Larven von Insekten. Im Sommer spielen auch ausgewachsene Insekten eine größere Rolle in der Ernährung.
Im Winterhalbjahr lebt der Spitzschwanzstrandläufer überwiegend gesellig. Häufig ist er mit anderen Strandläufern vergesellschaftet. In den Brutgebieten lebt der Spitzschwanzstrandläufer einzelgängischer, auch wenn die Nistdichte in einigen Gebieten sehr hoch ist. Die Männchen sind polygam und verpaaren sich mit mehreren Weibchen, von denen jede ein Gelege großzieht. Das Nest findet sich an feuchten Stellen in der Tundra und ist dort zwischen Vegetation gut versteckt. Das Nest ist eine flache Mulde, die mit Pflanzenmaterial ausgelegt ist. Das Gelege besteht aus vier Eiern. Diese haben eine olivbraune Schalenfarbe und sind dunkelbraun gesprenkelt. Sie werden für 19 bis 23 Tage allein vom Weibchen bebrütet. Die Küken sind Nestflüchter, die vom Weibchen geführt werden. Sie sind mit etwa zwanzig Tagen flügge.

## Belege

### Einzelbelege
1. ↑  Factsheet auf BirdLife International
2. ↑  Sale, S. 195